# Neòpters
Els neòpters (Neoptera, del grec neos, "nou" i pteros, "ala"; "ales noves") són una infraclasse d'insectes pterigots que inclou gairebé tots els insectes actuals; es caracteritzen pel fet que poden plegar les ales sobre l'abdomen quan l'animal està en repòs, en contrast amb els efemeròpters i odonats, que pertanyen al grup dels paleòpters (Palaeoptera*), que no poden plegar les ales.
Els neòpters se subdivideixen en dos superordres i una sèrie d'ordres que, atès que no tenen cap caràcter derivat en comú, no poden agrupar-se en una categoria taxonòmica de rang superior.
- Ordre Blattodea - paneroles
- Ordre Caloneurodea†
- Ordre Dermaptera - tisoretes
- Ordre Embioptera
- Ordre Grylloblattodea
- Ordre Isoptera - tèrmits
- Ordre Mantodea - Mantis
- Ordre Mantophasmatodea
- Ordre Orthoptera - grills i llagosts
- Ordre Phasmatodea - cavalls de faves
- Ordre Plecoptera
- Ordre Titanoptera†
- Ordre Zoraptera

Superordre Exopterygota (Hemipteroidea)
- Ordre Hemiptera - xinxes, pugons, cigales
- Ordre Phthiraptera
- Ordre Psocoptera
- Ordre Thysanoptera

Superordre Endopterygota
- Ordre Coleoptera - escarabats
- Ordre Diptera - mosques, mosquits
- Ordre Hymenoptera - formigues, abelles i vespes
- Ordre Lepidoptera - papallones i arnes
- Ordre Mecoptera
- Ordre Megaloptera
- Ordre Miomoptera†
- Ordre Neuroptera
- Ordre Protocoleoptera†
- Ordre Protodiptera†
- Ordre Raphidioptera
- Ordre Siphonaptera - puces
- Ordre Strepsiptera
- Ordre Trichoptera